# Ozawa Jisaburō

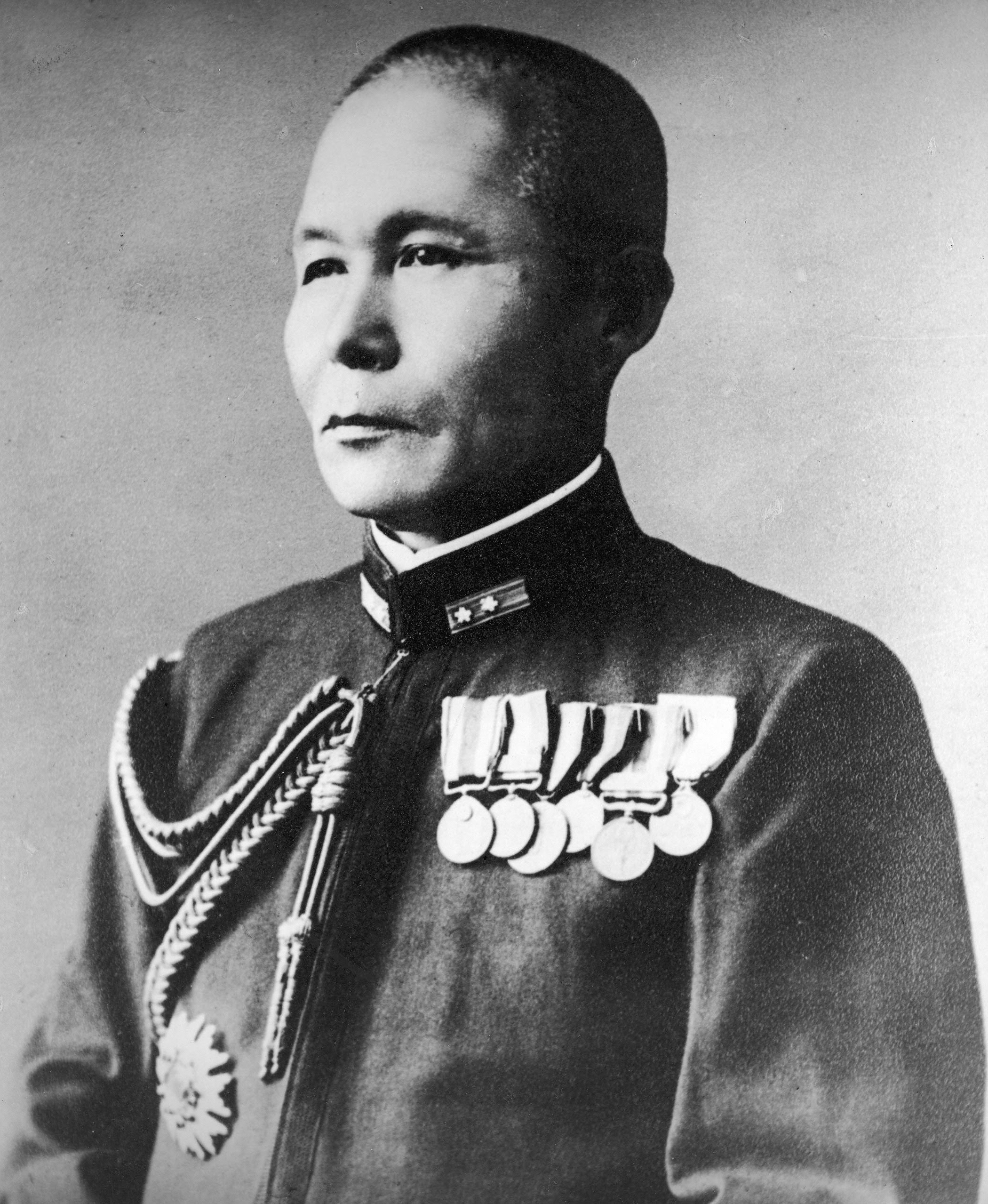
Ozawa Jisaburō

Ozawa Jisaburō (japanisch 小沢 治三郎; * 2. Oktober 1886 im Koyu-gun, Präfektur Miyazaki; † 9. November 1966) war ein japanischer Vizeadmiral und im Zweiten Weltkrieg letzter Oberbefehlshaber der Kaiserlich Japanischen Marine auf dem Kriegsschauplatz Pazifik.

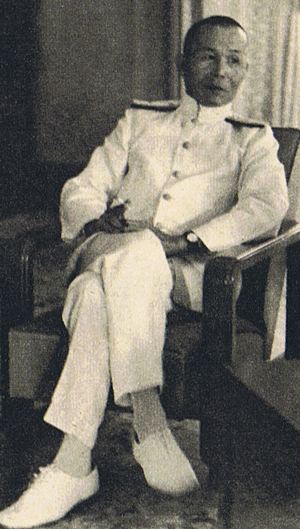
Ozawa als Befehlshaber der Südlichen Expeditionsflotte, November 1941

Ozawa graduierte 1909 von der Marineakademie und 1919 von der Marinehochschule. 1934 wurde er Kommandant des Schweren Kreuzers Maya und im Folgejahr des Schlachtschiffs Haruna. 1936 wurde er zum Konteradmiral befördert. 1937 war er Chef des Stabes der Kombinierten Flotte und wurde Ende 1940 Vizeadmiral. Im Oktober 1941 wurde er Befehlshaber der Südlichen Expeditionsflotte, mit der er an den Invasionen der Malaiischen Halbinsel sowie Javas und Sumatras beteiligt war. Im November 1942, während der Schlacht um Guadalcanal, löste er Nagumo Chūichi als Befehlshaber der 3. Flotte ab, in der die japanischen Trägerkräfte konzentriert waren.
Er spielte eine wichtige Rolle bei der Schlacht in der Philippinensee im Mai 1944, in der die ihm unterstellte 1. Mobile Flotte schwere Verluste an Schiffen und Flugzeugen erlitt. Während der See- und Luftschlacht im Golf von Leyte Ende Oktober 1944 gelang es ihm nicht, die erneute verheerende japanische Niederlage abzuwenden. Nach dieser Schlacht bot er seinen Rücktritt an und wurde im November auf den Posten des Vizechefs des Admiralstabs der Kaiserlich Japanischen Marine versetzt, zeitgleich war er Direktor der Marinehochschule. Ende Mai 1945 wurde er als Nachfolger von Toyoda Soemu in Personalunion letzter Oberbefehlshaber der Marine und der Kombierten Flotte. Eine Beförderung zum Admiral lehnte er ab.
Ozawa, der mit 2 Metern ungewöhnlich groß war und den Spitznamen Onigawara (japanische Form eines Dachornaments, das meist eine Koboldfratze darstellte) trug, hatte bei seinen Männern den Ruf, ein mutiger und mitfühlender Vorgesetzter zu sein. Er starb 1966 im Alter von 80 Jahren.